# Ōsakasayama
Ōsakasayama (大阪狭山市, Ōsakasayama-shi), anciennement Sayama, est une ville de la préfecture d'Osaka, au Japon.

## Géographie

Ōsakasayama au sein de la préfecture d'Osaka.

### Situation
Ōsakasayama se trouve dans le sud de la préfecture d'Osaka, à l'est de la ville de Sakai.

### Démographie
En mars 2024, la population de la ville d'Ōsakasayama était de 57 942 habitants répartis sur une superficie de 11,92 km2.

## Histoire
Le territoire actuel d'Ōsakasayama dépendait du domaine de Sayama sous le shogunat Tokugawa. Il est ensuite devenu une partie de la préfecture d'Osaka à partir de 1881.
Le village moderne de Sayama est créé le 1er avril 1889. Le 1er avril 1896, le village devient une partie du district de Minamikawachi. Il est élevé au statut de bourg le 1er avril 1951, puis de ville le 1er octobre 1987. Pour éviter toute confusion avec la ville de Sayama dans la préfecture de Saitama, son nom a été changé en Ōsakasayama.

## Transports
La ville est desservie par la ligne Kōya de la compagnie Nankai.

## Jumelage
Ōsakasayama est jumelée avec  Ontario (États-Unis).